# Famille Patry
Pour les articles homonymes, voir Patry.
 (août 2024).
La famille Patry est une famille patricienne genevoise, admise à la bourgeoisie en 1474.

## Origines
La famille Patry est déjà mentionnée en 1357 à Sierne (commune de Veyrier). Plusieurs membres furent admis à la bourgeoisie de Genève (François Patry en 1474, George Patry en 1486), mais n'y firent pas souche. La branche qui se fixa définitivement à Genève obtint la bourgeoisie en 1668. Les Patry donnèrent de nombreux  artistes, dont Edward Patry (1856-1940), peintre de genre et portraitiste établi en Angleterre. On peut encore citer parmi ses membres, Raoul Patry  (1875-1935), professeur à la faculté de théologie de Paris.